# بوب كيلهير
بوب كيلهير هو سياسي أمريكي، ولد في 30 مارس 1923، وتوفي في 29 مايو 2011. نشط حزبياً في الحزب الجمهوري وحزب الخضر الأمريكي.